# Miro Oman
Miro (Bogomir Franc) Oman, slovenski smučarski skakalec, arhitekt in risar * 11. januar 1936, Tržič, † 15. julij 2012.
Oman je za Jugoslavijo nastopil na Zimskih olimpijskih igrah 1964 v Innsbrucku, kjer je osvojil 36. mesto na večji skakalnici in 47. na srednji skakalnici. Leta 1962 je edinkrat tekmoval na svetovnem prvenstvu, osvojil je 35. mesto na večji in 40. na srednji skakalnici.
Med letoma 1959 in 1966 je tekmoval na turneji štirih skakalnic, v tem času je nastopil na osemnajstih posamičnih tekmah turneje. Dvakrat se mu je uspelo uvrstiti med prvih dvajset, 6. januarja 1960 v Bischofshofnu, ko je bil devetnajsti, in 1. januarja 1963 v Garmisch-Partenkirchnu, ko je bil petnajsti.. Športno kariero je končal leta 1969 s krstnim preizkusnim poletom na novozgrajeni Planiški velikanki. Po koncu skakalne kariere je deloval kot trener.
Po izobrazbi in poklicu je bil arhitekt, zaposlen na Ljubljanskem urbanističnem zavodu (LUZ), udejstvoval pa se je tudi kot risar in izdelovalec maket. 